# مرد دیگری نیست
«مرد دیگری نیست» تک‌آهنگی از هنرمند اهل ایالات متحده آمریکا کریستینا آگیلرا است که در ۶ ژوئن ۲۰۰۶ منتشر شد. این تک‌آهنگ که در آلبوم بازگشت به اصول (آلبوم کریستینا آگیلرا) قرار داشت در سال ۲۰۰۷ برندهٔ جایزه گرمی شد.
این تک‌آهنگ در چارت‌های، استرالیا، ایتالیا، اسکاتلند، بریتانیا، فنلاند، سوئیس، اتریش، آلمان، ایرلند، نیوزلند، نروژ جزو ده ترانه اول قرار گرفت.